# Ministério Público do Estado do Pará
O Ministério Público do Estado do Pará (MPPA) é a instância no Estado do Pará do Ministério Público, que tem como objetivo defender os direitos dos cidadãos e os interesses da sociedade. 